# Ishak Belfodil
Ishak Belfodil (sinh ngày 12 tháng 1 năm 1992 tại Mostaganem) là cầu thủ bóng đá người Algérie, hiện đang thi đấu cho câu lạc bộ TSG 1899 Hoffenheim tại Bundesliga và đội tuyển bóng đá quốc gia Algérie. Ngoài quốc tịch Algérie, anh còn có thêm quốc tịch Pháp và đã thi đấu ở các cấp độ trẻ của Pháp.

### Bàn thắng quốc tế
| #  | Ngày                | Địa điểm                                   | Đối thủ | Bàn thắng | Kết quả | Giải đấu |
| -- | ------------------- | ------------------------------------------ | ------- | --------- | ------- | -------- |
| 1. | 30 tháng 3 năm 2015 | Sân vận động Jassim bin Hamad, Doha, Qatar | Oman    | 1–0       | 4–1     | Giao hữu |
| 2. | 30 tháng 3 năm 2015 | Sân vận động Jassim bin Hamad, Doha, Qatar | Oman    | 4–0       | 4–1     | Giao hữu |